# دروگران
الس سگادورس (Els Segadors؛ کاتالان شرقی: [əɫs səɣəˈðos]های کاتالان غربی: [eɫs seɣaˈðos]; ترجمهٔ فارسی: "دروگران") سرود ملی رسمی کاتالونیاست که توسط ناسیونالیست‌ها و ناحیه خودمختار در اسپانیا به رسمیت شناخته می‌شود.

## تاریخچه
گرچه متن شعر اصلی یک ملودی فلکور و شفاهی بوده که ذر ۱۶۴۰ ساخته شده ولی متن مدرن را امیلی گوانیاونتس در رقابتی در سال ۱۸۹۹ نوشت و موسیقی استاندارد شده توسط فرانسس آلیو در سال ۱۸۹۲ ساخته شد. این آهنگ بر اساس حوادث سال ۱۶۴۰ در طول جنگ سی ساله (۱۶۱۸–۱۶۴۸) بین اسپانیا و انگلستان و فرانسه و اتریش سروده شد که شورش کاتالان ها را توصیف می‌کند که در آن کاتالان ها با وزیر پادشاه فیلیپ چهارم اسپانیا به مبارزه برخاستند. این مبارزه به نبرد خوشه جینان معروف است.
این ترانه سرود ملی جمهوری کاتالونیا نیز بوده است.

## متن
| Els Segadors (Catalan) Catalunya triomfant, tornarà a ser rica i plena. Endarrera aquesta gent tan ufana i tan superba. Tornada: Bon cop de falç! Bon cop de falç, defensors de la terra! Bon cop de falç! Ara és hora, segadors. Ara és hora d'estar alerta. Per quan vingui un altre juny, esmolem ben bé les eines. Tornada Que tremoli l'enemic, en veient la nostra ensenya. Com fem caure espigues d'or, quan convé seguem cadenes. Tornada | دروگران (فارسی) جاوید باد کاتالونیا باز هم غنی و دارا گرد. عقب بران این مردمانی را که، تکبر و غرور دارند. گروه کد: ضربه ای محکم با داس[هایتان بزنید]! ضربه ای محکم با داس [هایتان بزنید] ای مدافعان سرزمین! ضربه ای محکم با داس [هایتان بزنید]! حال زمانش فرا رسیده، دروگران. حال زمان هوشیاری است. تا زمانی که ژوئنی دیگر فرا رسد، ما داس هایمان را تیز می‌کنیم. گروه کر دشمن به لرزه می‌افتد؛ وقتی نمادهایمان را ببیند. همان طور که گندمهای زرین را می بریم، وقتی که زمانش فرا رسد، زنجیر ها را پاره می کنیم. گروه کر |